# Diseño defensivo

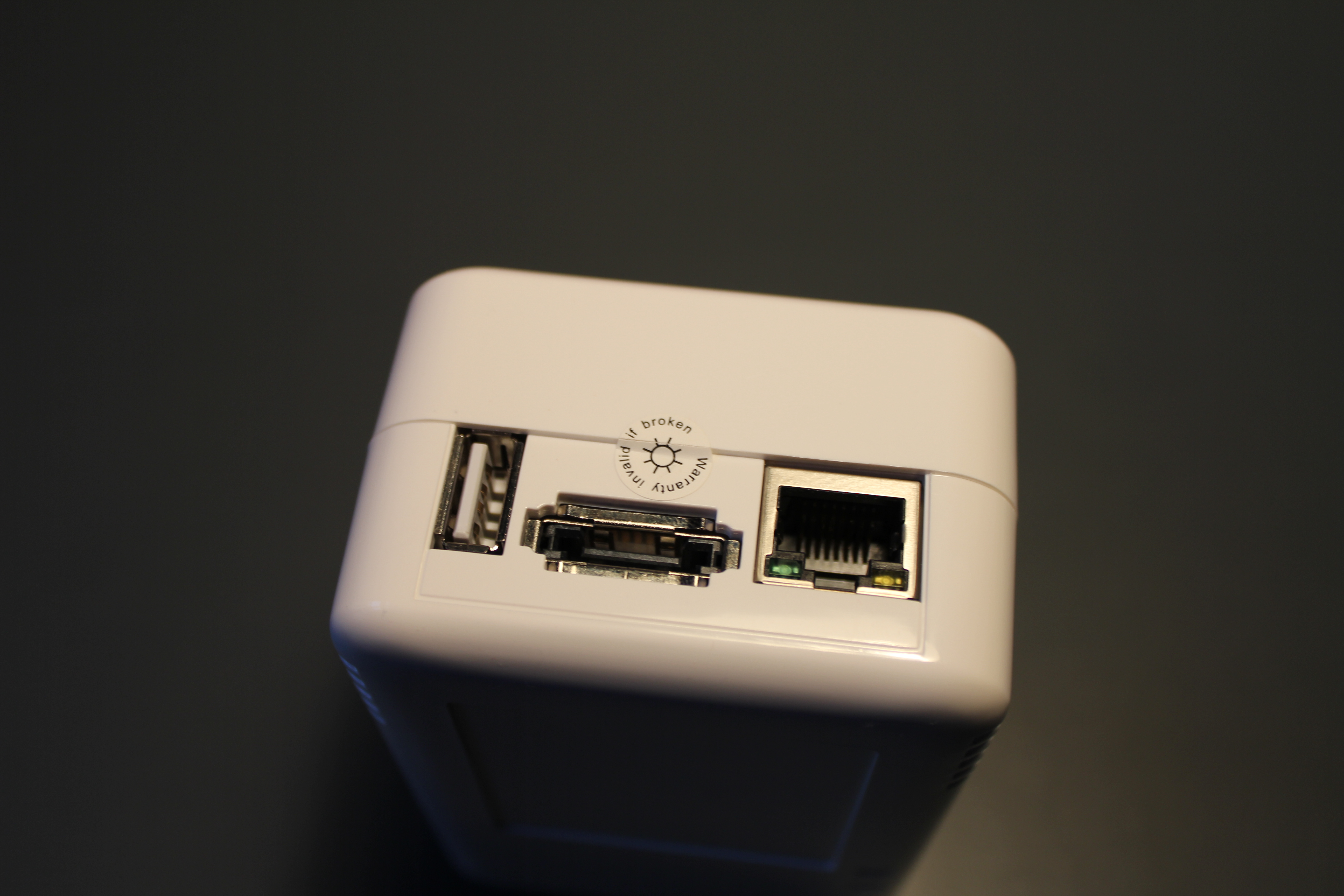
Como anticipación a posibles errores de los usuarios el standar de cada enchufe, se diseña de forma distinta que haga imposible una conexión peligrosa

El diseño defensivo es una técnica de diseño empleada para evitar que se den contingencias en el uso de dispositivos, objetos, procedimientos o rutinas. Con él se busca evitar que el usuario final pueda ocasionar fallas por desconocer la forma adecuada de usar o ejecutar, impidiéndole tener más de una forma de hacer las cosas. El origen de esta técnica se encuentra en la Ley de Murphy.
En el momento de estar diseñando, se realiza el estudio de las diferentes maneras en que el procedimiento, objeto o dispositivo puede ser mal realizado o ejecutado; y se desarrollan mecanismos para que estas maneras incorrectas no se puedan realizar, forzando a un uso o ejecución correcto.
Ejemplos comunes resultados de esta técnica los vemos en algunos conectores, donde la clavija y el enchufe están diseñados de tal manera que solo se puedan conectar de una sola forma, como los USB y Firewire.